# Deni Lušić
Deni Lušić (Spalato, 14 aprile 1962) è un allenatore di pallanuoto ed ex pallanuotista croato, vincitore di due medaglie d'oro ai giochi olimpici di Los Angeles 1984 e Seoul 1988 nonché di molteplici titoli per club. Cresciuto nel VK POŠK si è sempre distinto per meriti sportivi.

## Carriera

### Club
Ha iniziato la carriera da giocatore nel 1977 nel VK POŠK di Spalato. Con la squadra spalatina conquistò due Coppa di Jugoslavia, una Supercoppa LEN e due Coppa delle Coppe. Nel 1989 per un breve periodo si è trasferito nel Rari Nantes Arenzano per poi tornare nella squadra spalatina.
Nel 1990 si trasferì nel Volturno Sporting Club dove disputò la finale di Coppa delle Coppe e vinse la Coppa Comen, per poi trasferirsi nel 1992 nel Pescara Pallanuoto dove vinse dueCoppa delle Coppe e una Supercoppa LEN.
Per un anno ha giocato nel Paguros di Catania, per poi tornare nel Pescara Pallanuoto da allenatore, dove sollevò una Coppa LEN.
Nel 1997 si è seduto sulla panchina del VK POŠK da allenatore. L'anno successivo ha giocato nel Ortigia di Siracusa. Nel 1999 ha chiuso la sua carriera da giocatore nel VK Zadar di Zara. Nel 2004 è stato allenatore dell'Ortigia Siracusa e nel 2008 del Pescara.

### Nazionale
Con la nazionale della Jugoslavia ha disputato 252 incontri portandosi a casa due medaglie d'oro ai giochi olimpici di Los Angeles 1984 e Seoul 1988, un ore nel Campionato mondiale e due argenti negli Europei.
Con la nazionale della Croazia ha disputato una finale nei Giochi del Mediterraneo contro il Settebello.

## Palmarès

### Giocatore

#### Club
- Coppa delle Coppe: 4

POŠK: 1981-82, 1983-84
Pescara: 1992-93 , 1993 - 1994
- Supercoppa LEN: 2

POŠK: 1984
Pescara: 1993
- Coppa COMEN: 4

POŠK: 1984, 1985, 1986
Volturno: 1992
- Coppa di Jugoslavia: 2

POŠK: 1979-1980, 1982-1983

#### Nazionale
- Oro olimpico: 2

Jugoslavia: Los Angeles 1984, Seul 1988
- Oro ai campionati mondiali: 1

Jugoslavia: Madrid 1986
- Coppadel Mondo: 1

Jugoslavia: 1987
- Argento ai campionati europei: 2

Jugoslavia: Sofia 1985, Strasburgo 1987
- Argento ai Giochi del Mediterraneo: 1

Croazia: Linguadoca-Rossiglione 1993

### Allenatore
- Coppe LEN: 1

Pescara: 1995-96